# Akanbe

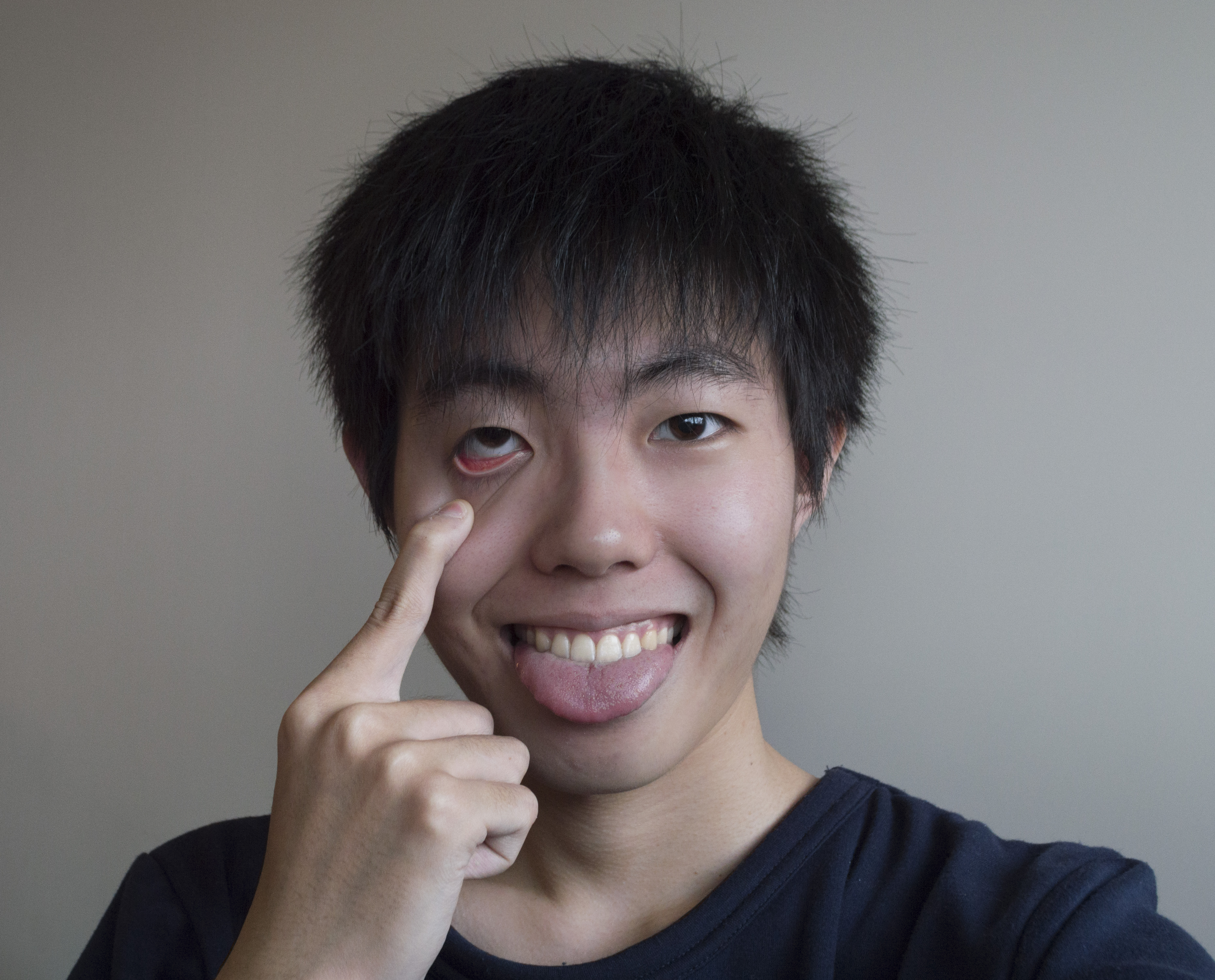
ejemplo de akanbe

Akanbe (あかんべえ Akanbee), también deletreado Akkanbee (あっかんべー, アッカンベー), es un gesto facial japonés. Se trata de alguien que tira hacia abajo su párpado inferior para exponer la parte inferior roja hacia alguien. Se considera un gesto de burla inmaduro. A menudo es acompañado por la persona sacando la lengua fuera.
El uso del término fue mencionado por primera vez a principios del siglo XX por el autor Tayama Katai, en su historia de 1909 Inaka Kyoshi (田舎教師 Maestro Rural), como un gesto utilizado por los estudiantes de sexo masculino en la historia. En la historia, le da la etimología como una corrupción de akai me (赤い目 ojo rojo).